# افشین بیابانگرد
افشین بیابانگرد (زادهٔ ۱۰ مرداد ۱۳۶۶ در پارس‌آباد، استان اردبیل) کشتی‌گیر فرنگی‌کار کشور ایران است.
در سال ۲۰۱۲ او موفق به کسب مدال نقره در مسابقات قهرمانی آسیا و در سال ۲۰۱۴ موفق به کسب مدال برنز در جام جهانی و بازی‌های آسیایی شد. او در قهرمانی جهان ۲۰۱۵ و ۲۰۱۶ حضور داشت که با شکست مقابل حریفان از گردونهٔ رقابت‌ها حذف شد.
افشین بیابانگرد بعد از شکست مقابل مورات داگ ۲۲ ساله در مسابقات جام تختی از دنیای قهرمانی کشتی خداحافظی کرد.

## فعالیت حرفه‌ای ورزشی

### قهرمانی جهان ۲۰۰۹
افشین بیابانگرد در مسابقات قهرمانی جهان ۲۰۰۹ در دور نخست سورن گئورگیان از اوکراین را شکست داد و در دور دوم نیز کشتی‌گیر لیتوانی را شکست داد. وی دور سوم مقابل امیل میل‌اف از بلغارستان به پیروزی رسید. بیابانگرد با شکست مقابل فرید منصورف قهرمان المپیک از آذربایجان به گروه شانس مجدد رفت، وی در نخستین دیدار در این گروه مغلوب قنبریان از ارمنستان شد و از حضور در رقابت برای مدال برنز بازماند و به جایگاه هفتم رسید.

### قهرمانی آسیا ۲۰۱۰
در وزن ۶۶ کیلوگرم رقابت‌های قهرمانی آسیا ۲۰۱۰ افشین بیابانگرد پس دو پیروزی مقابل حریفانی از ازبکستان و کره شمالی در دور نیمه‌نهایی مقابل حریفی از کره جنوبی شکست خورد و در رقابت برای کسب جایگاه سوم نیز با نتایج ۴–۰، ۲–۰ و ۰–۲ مغلوب پنگفی یان از چین شد و پنجم شد.

### قهرمانی آسیا ۲۰۱۲
بیابانگرد در وزن ۶۶ کیلوگرم در دور نخست استراحت داشت و درسپس مقابل جانگ کیو یان از کره جنوبی در دو وقت و با نتایج ۱ بر صفر و ۲ بر صفر به پیروزی رسید و در نیمه‌نهایی توانست پوگودین کشتی‌گیر سرشناس ازبکستانی را مغلوب کند. بیابانگرد در دیدار پایانی مقابل پان ژنگ از چین مغلوب شد و مدال نقرهٔ قهرمانی آسیا را بر گردن آویخت.

### قهرمانی جهان ۲۰۱۳
بیابانگرد در رقابت‌های جهانی ۲۰۱۳ در بوداپست، مجارستان بعد از پیروزی در برابر حریفانی از اسلواکی و اوکراین به مصاف فرنگی کار کشور میزبان رفت. وی در مصاف با تاماس لورینز مجارستانی ۲ بر ۰ باخت. در ادامه لورینز نیز نتوانست به رقابت نهایی راه یابد تا افشین بیابانگرد وداعی تلخ با رقابت‌های قهرمانی جهان در مجارستان داشته باشد.

### قهرمانی جهان ۲۰۱۴
افشین بیابانگرد در سومین حضور خود در مسابقات قهرمانی جهان در تاشکند، ازبکستان پس از استراحت در دور یکم، در دور دوم با حساب ۲ بر صفر مقابل کیم یانگ-ها از کره جنوبی به پیروزی دست یافت و راهی دور سوم شد و در این مرحله با نتیجهٔ ۴ بر صفر مغلوب چنگیز لابازانوف از روسیه شد و از حضور در نیمه‌نهایی بازماند و با توجه به حضور حریفش در مسابقهٔ پایانی به گروه شانس مجدد رفت تا برای کسب مدال برنز تلاش کند. وی در این مرحله با نتیجهٔ ۴ بر ۳ از سد بالینت کورپاسی از مجارستان گذشت و راهی دیدار رده‌بندی شد تا برای مدال برنز مبارزه کند. بیابانگرد در دیدار رده‌بندی با نتیجه ۵ بر ۳ مقابل آلیاساندر دمیانوویچ از بلاروس به پیروزی رسید و به مدال برنز دست یافت.

### بازی‌های آسیایی ۲۰۱۴
بیابانگرد در کشتی نخست خود مقابل روسلان تسارف از قرقیزستان به روی تشک رفت و ۸ بر صفر به برتری دست یافت. وی در مرحلهٔ یک‌چهارم نهایی به مصاف هان‌سو ریو از کره جنوبی رفت و در پایان ۳ بر صفر بازنده شد. بیابانگرد در دور شانس مجدد پان چنگ از چین را ۵ بر ۳ شکست داد و برای کسب مدال برنز مقابل علی مراد المورات تاسمورادوف از ازبکستان به روی تشک رفت و در پایان موفق شد با ۷ بر یک حریف خود را شکست دهد و مدال برنز را از آن خود کند. پیش از حضور تیم ملی کشتی فرنگی در بازی‌های آسیایی قرار بود امید نوروزی که دو هفته پیش برای ایران در رقابت‌های قهرمانی جهان به روی تشک رفته بود و به مدال نقره نیز رسیده بود، در بازی‌های آسیایی در وزن ۶۶ کیلوگرم به روی تشک برود اما از ناحیهٔ کشاله ران مصدوم شد و از سوی دیگر شکستگی انگشت دست او نیز اجازه نداد تا در این بازی‌ها برای ایران به روی تشک برود. اصرار کادر فنی نیز برای حضور او در تیم ملی نتیجه نداد تا یک هفته مانده به بازی‌های آسیایی افشین بیابانگرد که در مسابقه‌های جهانی در وزن ۷۱ کیلوگرم برای ایران به روی تشک رفته بود، در وزن ۶۶ کیلوگرم مسافر اینچئون شود.

### قهرمانی جهان ۲۰۱۵
در وزن ۷۱ کیلوگرم رقابت‌های قهرمانی جهان در لاس وگاس افشین بیابانگرد در دور اول مقابل الکساندر ماکسیموویچ از صربستان با اجرای یک سالتو زیبا با نتیجهٔ ۵ بر صفر به برتری دست یافت. وی در در دور دوم برابر ماتیاس ماش از آلمان در حالی که ۳ بر صفر پیش بود، در دقیقهٔ پایانی ۳ بر ۵ باخت و با توجه به شکست ماتیاس آلمانی مقابل آرمن واردانیان اوکراینی در رقابت نیمه‌نهایی، بیابانگرد از دور رقابت‌ها کنار رفت.

### قهرمانی آسیا ۲۰۱۶
افشین بیابانگرد پس از استراحت در دور نخست موفق به شکست حریفانی از قزاقستان و ترکمنستان شد و به فینال رسید. وی در دیدار پایانی وزن ۷۱ کیلوگرم رودرروی نور بیک خولماخوف از ازبکستان قرار گرفت و با حساب ۸ بر صفر و امتیاز فنی عالی به برتری رسید و با این پیروزی به مدال طلا رسید.

### قهرمانی جهان ۲۰۱۶
افشین بیابانگرد به عنوان نمایندهٔ وزن ۷۱ کیلوگرم کشتی فرنگی ایران در رقابت‌های قهرمانی جهان ۲۰۱۶ در بوداپست در نخستین مبارزه مقابل ورشام بورین قهرمان سال ۲۰۱۶ اروپا از ارمنستان با نتیجهٔ ۲ بر ۲ شکست خورد و با توجه به شکست بورین در دیدار بعدی، بیابانگرد از گردونهٔ رقابت‌ها حذف شد.

### قهرمانی آسیا ۲۰۱۷
در وزن ۷۱ کیلوگرم افشین بیابانگرد پس از استراحت در دور نخست، توانست در دور دوم ۳ بر یک دیپاک از هند را شکست دهد. وی در دور بعد و در نیمه‌نهایی مقابل نور قاضی آسانگولوف از قرقیزستان با نتیجهٔ ۵ بر ۴ به پیروزی رسید و به دیدار پایانی راه یافت و در این دیدار مقابل تاکشی ایزومی از ژاپن با حساب ۲ بر یک شکست خورد و به مدال نقره رسید.